# Vigna mungo
Vigna mungo, popularmente llamada alubia mung, fréjol negro, frijol negro, lenteja negra, mungo o
poroto mung, es una fabácea que se cultiva ampliamente en el sur de Asia, forma parte de los dal empleados en la cocina india, donde se denomina urd.

## Descripción
Se puede distinguir de Vigna radiata  por los pelos más largos en las vainas, el arilo claramente visible alrededor del hilo de las semillas y el color de estas, verde sucio.

## Uso medicinal
Vigna mungo  se utiliza en la medicina tradicional de la India (Ayurveda). Farmacológicamente, sus extractos han demostrado actividad inmunoestimulante en ratas.

## Taxonomía
Vigna mungo fue descrita por (L.) Hepper y publicado en Kew Bulletin 11(1): 128. 1956.
Etimología
Vigna: nombre genérico que fue otorgado en honor del botánico italiano Domenico Vigna que lo descubrió en el siglo XVII.
mungo: epíteto
Sinonimia
- Azukia mungo (L.) Masam.
- Phaseolus hernandezii Savi
- Phaseolus max sensu auct.
- Phaseolus mungo L.
- Phaseolus mungo var. radiatus sensu Baker
- Phaseolus radiatus Roxb. non L.
- Phaseolus roxburghii Wight & Arn.[3]

## Nombres comunes
- sagú de Bowen, frisol menudo, mongo de la India.[4]